# Osemnajsta egipčanska dinastija
Osemnajsta egipčanska dinastija je bila prva dinastija staroegipčanskega Novega kraljestva, ki je vladal od 1549/1550 pr. n. št. do 1292 pr. n. št. V njej je bilo nekaj najslavnejših egipčanskih faraonov, vključno s Tutankamonom, čigar grobnico so odkrili leta 1922. Dinastija je znana tudi kot Tutmozidska dinastija, ker so v njej vladali kar štirje Tutmozi. 
Med najslavnejše faraone iz Osemnajste dinastije spadata Hačepsut (vladala okoli 1479–1458 pr. n. št.), vladarica z najdaljšim vladarskim stažem, in heretski faraon Ehnaton (vladal okoli 1353–1336 pr. n. št.), ki je vladal skupaj s kraljico Nefretete. 
Osemnajsta dinastija je izjemna tudi zato, ker sta v njej samostojno vladali kar dve ženski: Hačepsut, ki jo štejejo za eno od najbolj inovativnih egipčanskih vladarjev, in Neferneferuaton, bolj znana kot Nefretete.
Osemnajsta dinastija je bila prva od treh dinastij egipčanskega Novega kraljestva, v katerem je Egipt dosegel svoj vrhunec.

### Zgodnje obdobje
Osemnajsto dinastijo je ustanovil Ahmoz I., brat ali sin faraona Kamosa, zadnjega vladarja iz sedemnajste dinastije, ki je izgnal Hikse. Začetek Ahmozove vladavine se šteje za prehod iz drugega vmesnega obdobja v Novo kraljestvo. Ahmoza I. je nasledil sin Amenhotep I., katerega vladavina je bila relativno mirna.
Zgleda, da Amenhotep I. ni imel moških potomcev, zato ga je nasledil Tutmoz I., ki se je verjetno priženil v kraljevo družino. Med njegovo vladavino je ozemlje Egipta doseglo največji obseg. Na severu je segalo do Karkemiša na Evfratu, na jugu pa do Kurgusa nad četrtim Nilovim kataraktom. Tutmoza I.  sta nasledila hčerka Hačepsut in Tutmoz II. Hačepsut je po moževi smrti več kot dvajset let vladala v imenu svojega mladoletnega pastorka, kasnejšega faraona Tutmoza III.
Tudi Tutmoz III., ki je postal znan kot največji vojaški faraon vseh časov, je vladal dolgo časa. Na stara leta je skupaj z njim vladal sin Amenhotep II., ki ga je nasledil Tutmoz IV., njega pa sin Amenhotep III. Med njegovo vladavino je dinastija dosegla svoj višek. Amenhotep III. se je lotil obširnih gradenj, s katerimi se lahko primerjajo samo gradnje Ramzesa II. iz Devetnajste dinastije.

### Amarnsko obdobje
Amenhotep III. je morda dvanajst let delil prestol s svojim sinom Amenhotepom IV., ki se je kasneje preimenoval v Ehnatona. Njuno domnevno sovladanje je še vedno predmet razprav. Nekateri strokovnjaki trdijo, da je bilo daljše, drugi, da je bilo krajše, tretji pa, da ga sploh ni bilo.
Amenhotep IV. se je v Ehnatona preimenoval v petem letu svojega vladanja in tedaj preselil egipčansko prestolnico v Amarno. Med njegovo vladavino je sončni disk Aton najprej postal najpomembnejše božanstvo in nazadnje edini bog. Ali je to pomenilo resnični monoteizem, je še vedno predmet razprav znotraj akademske skupnosti. Nekateri navajajo, da je Ehnaton ustvaril monoteizem, medtem ko drugi trdijo, da  obstoječi kult sonca zamenjal z drugim in ni nikoli povsem opustil drugih tradicionalnih egipčanskih božanstev.
Kasneje so Egipčani na tako imenovano amarnsko obdobje gledali kot na neposrečeno zmoto. Dogodki po Ehnatonovi smrti niso jasni. Iz tega obdobja je znanih nekaj posameznikov, na primer Smenhkare in  Neferneferuaton, njihova relativna umestitev in zgodovinska vloga pa so še vedno predmet razprav. Leta 1332 pr. n. št. je na prestol prišel Tutankamon, ki je že mlad umrl.

### Aj in Horemheb
Zadnja dva člana Osemnajste dinastije, Aj in Horemheb, sta bila pred ustoličenjem visoka funkcionarja na kraljevem dvoru. Da bi prišel na oblast se je Aj morda poročil s Tutankamonovo vdovo, ki je kmalu zatem umrla. Aj je vladal zelo malo časa. Nasledil ga je Tutankamonov general  Horemheb. Ker Tutankamon ni imel otrok, je morda prav njega izbral za svojega  mogočega naslednika. Horemheb je na prestol prišel morda z državnim udarom. Umrl je brez otrok. Za svojega naslednika je izbral Ramzesa I., ki je prestol zasedel leta 1292 pr. n. št. kot prvi faraon Devetnajste dinastije.

## Datiranje
Datiranje z ogljikom 14 je pokazalo, da je Osemnajsta dinastija  začela vladati nekaj let pred dogovorjenim letm 1550 pr. n. št. Meritve kažejo na obdobje 1570–1544 pr. n. št. s povprečjem leta 1557 pr. n. št.

## Časovnica Osemnajste dinastije
Faraoni Osemnajste dinastije so vladali približno 250 let od okoli 1550 do 1298 pr. n. št.  Datumi in imena so povzeti po Dodsonu in Hiltonu. Veliko faranov je bilo pokopanih v Dolini kraljevNjihove grobnice imajo KV. V Novem kraljestvu je bilo več diplomatskih porok. Hčerke tujih vladarjev so omenjene samo v klinopisnih besedilih in v nobenih drugih virih. Poroke so bile najverjetneje sklenjene za utrjevanje zavezništev med državami.
| Slika | Faraon                | Prestolno ime (prenomen) | Vladanje             | Pokop               | Soprog/a | Komentar                                       |
| ----- | --------------------- | ------------------------ | -------------------- | ------------------- | --- | ---------------------------------------------- |
|       | Ahmoz I.              | Nebpehtire               | 1549–1524 pr. n. št. |                     | Ahmoz-Nefertari Ahmoz-Henuttamehu Ahmoz-Sitkamoz |                                                |
|       | Amenhotep I.          | Džeserkare               | 1524–1503 pr. n. št. | KV39 ali grob ANB   | Ahmoz-Meritamon |                                                |
|       | Tutmoz I.             | Aakheperkare             | 1503–1493 pr. n. št. | KV20, KV38          | Ahmoz Mutnofret |                                                |
|       | Tutmoz II.            | Aakheperenre             | 1493–1479 pr. n. št. | KV42 ?              | Hačepsut Iset |                                                |
|       | Hačepsut              | Maatkare                 | 1479–1458 pr. n. št. | KV20                | Tutmoz II. |                                                |
|       | Tutmoz III.           | Menkheper(en)re          | 1479–1425 pr. n. št. | KV34                | Satiah Meritre-Hačepsut Nebtu Menhet, Menvi in Merti |                                                |
|       | Amenhotep II.         | Aakheperure              | 1425–1398 pr. n. št. | KV35                | Tiaa |                                                |
|       | Tutmoz IV.            | Menkheperure             | 1398–1388 pr. n. št. | KV43                | Nefertari Iaret Mutemvija hčerka Artatame I. Mitanskega                                                                                                   |                                                |
|       | Amenhotep III.        | Nebmaatre                | 1388–1350 pr. n. št. | KV22                | Tije Giluhipa Mitanska Taduhipa Mitanska Sitamun Iset Babilonska hčerka Kadaš-Enlila Babilonskega hčerka Tarhundaraduja Arzavskega hčerka vladarja Ammija |                                                |
|       | Amenhotep IV./Ehnaton | Neferkepherure-Waenre    | 1351–1334 pr. n. št. | Ehnatonova grobnica | Nefretete Kija Taduhipa Mitanska hčerka Šatije Enišaškega Meritaten ? Meketaten ? Ankhesenamun hčerka Burna-Buriaša II. Babilonskega                      |                                                |
|       | Smenhkare             | Ankheperure              | 1335–1334 pr. n. št. |                     | Meritaton |                                                |
|       | Neferneferuaton       | Ankheperure              | 1334–1332 pr. n. št. |                     | Ehnaton ? Smenkare ? | običajno identificirana kot kraljica Nefertete |
|       | Tutankamon            | Nebheperure              | 1332–1323 pr. n. št. | KV62                | Ankesenamon |                                                |
|       | Aj                    | Keperkeperure            | 1323–1319 pr. n. št. | KV23                | Ankesenamon Tej |                                                |
|       | Horemheb              | Džeserkeperure-Setepenre | 1319–1292 pr. n. št. | KV57                | Mutnedžmet Amenija |                                                |